# 卓越马先蒿
卓越马先蒿（学名：Pedicularis excelsa）为列当科马先蒿属的植物。分布于锡金以及中国大陆的西藏等地，生长于海拔3,600米的地区，多生长在密林中浓荫处，目前尚未由人工引种栽培。